# Восточная травяная сипуха
Восто́чная травяна́я сипу́ха (лат. Tyto longimembris) — вид хищных птиц семейства сипуховых, обитающий Южной, Восточной, Юго-Восточной Азии, Австралии и Океании. Среднего размера сипуха. Самки тяжелее самцов. Ночная птица, основная пища — грызуны. Обитает на открытых пространствах: лугах и пастбищах. Строит гнёзда на земле. Международный союз орнитологов выделяют 5 подвидов, различающихся ареалом и внешним видом.

## Систематика
Восточная травяная сипуха впервые была описана британским зоологом Томасом Джердоном в 1839 году под биноменом Strix longimembris. Типовой экземпляр был пойман в горном массиве Нилгири (Индия). Видовое название longimembris образовано от лат. longus — длинный и membris — с ногами. Филогенетические исследования показали, что генетически ближайшим к восточной травяной сипухе видом является капская сипуха.

## Описание

### Внешний вид

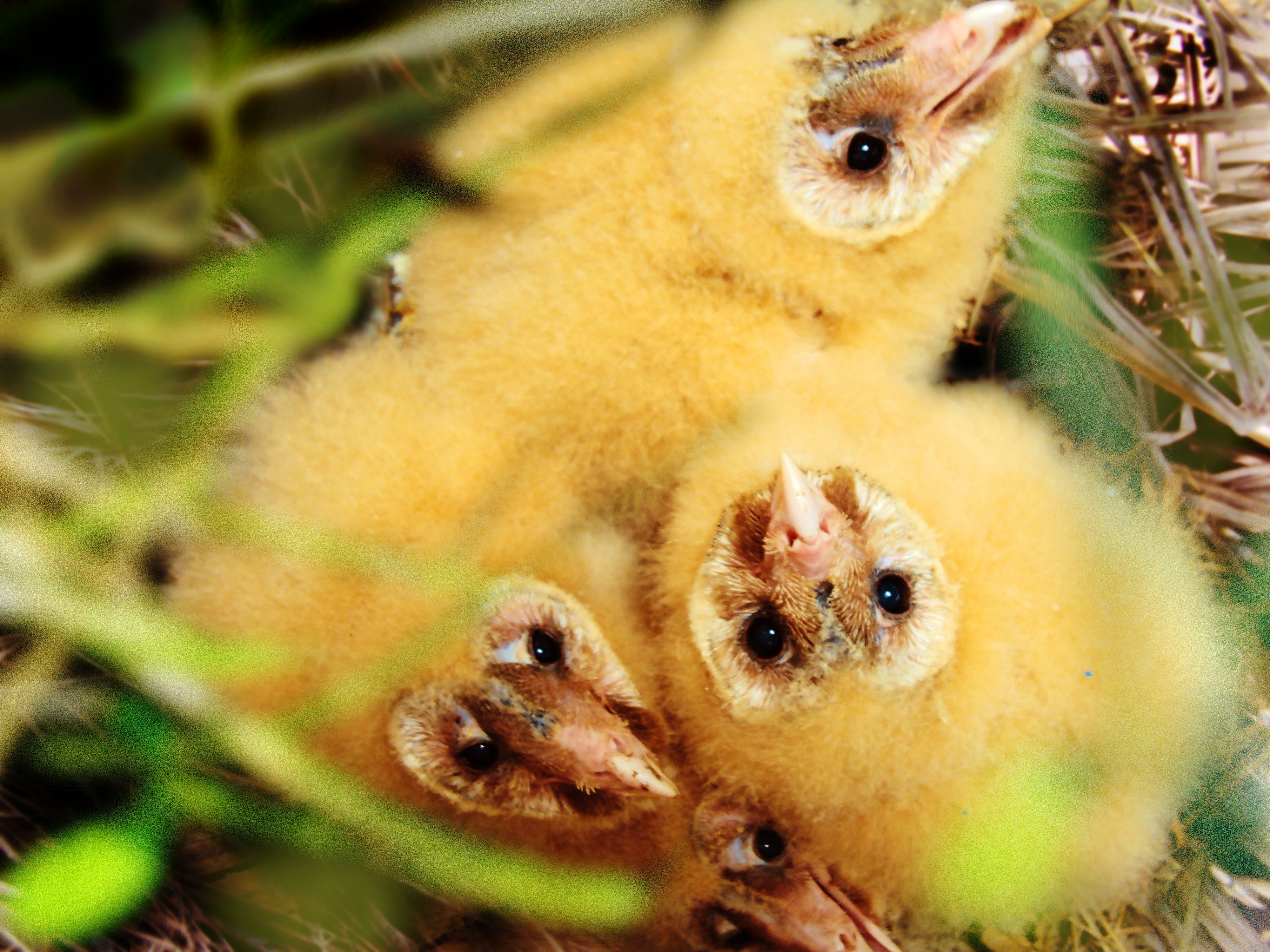
Птенцы

Среднего размера по сравнению с другими совами сипуха без перьевых ушей. Длина составляет 32—40 см, масса 250—582, размах крыльев 103—116 см. Самцы весят в среднем на 65 г меньше, чем самки, оперение последних более тёмное. Верхняя часть тела самца бледноватая, лицевой диск белый. У самки верхняя часть тела серо-чёрная или тёмно-буровато-жёлтая со светлыми пятнами. На кончиках перьев крошечные белые пятна. Нижняя часть тела светло-каштановая, с мелкими чёрными и белыми пятнами. Цвет птенцов меняется от белого до тёплого золотисто-коричневого. Молодые птицы тёмные, похожи на взрослых самок. Маховые перья и хвост тёмно-серо-чёрные. Лицевой диск имеет более сердцевидную форму, чем у других сипух, обитающих в Австралии. Глаза маленькие, чёрные, клюв цвета слоновой кости. Ноги довольно длинные, оперены белым или тёмно-красновато-коричневым до предплюсны; пальцы бледно-телесного цвета, когти черновато-коричневые. Крылья длиннее, чем у обыкновенной сипухи. В полёте птицу можно узнать по хорошо заметным полосам на внутренней стороне крыльев, отчётливому силуэту хвоста и выступающим за его пределы ногам. 

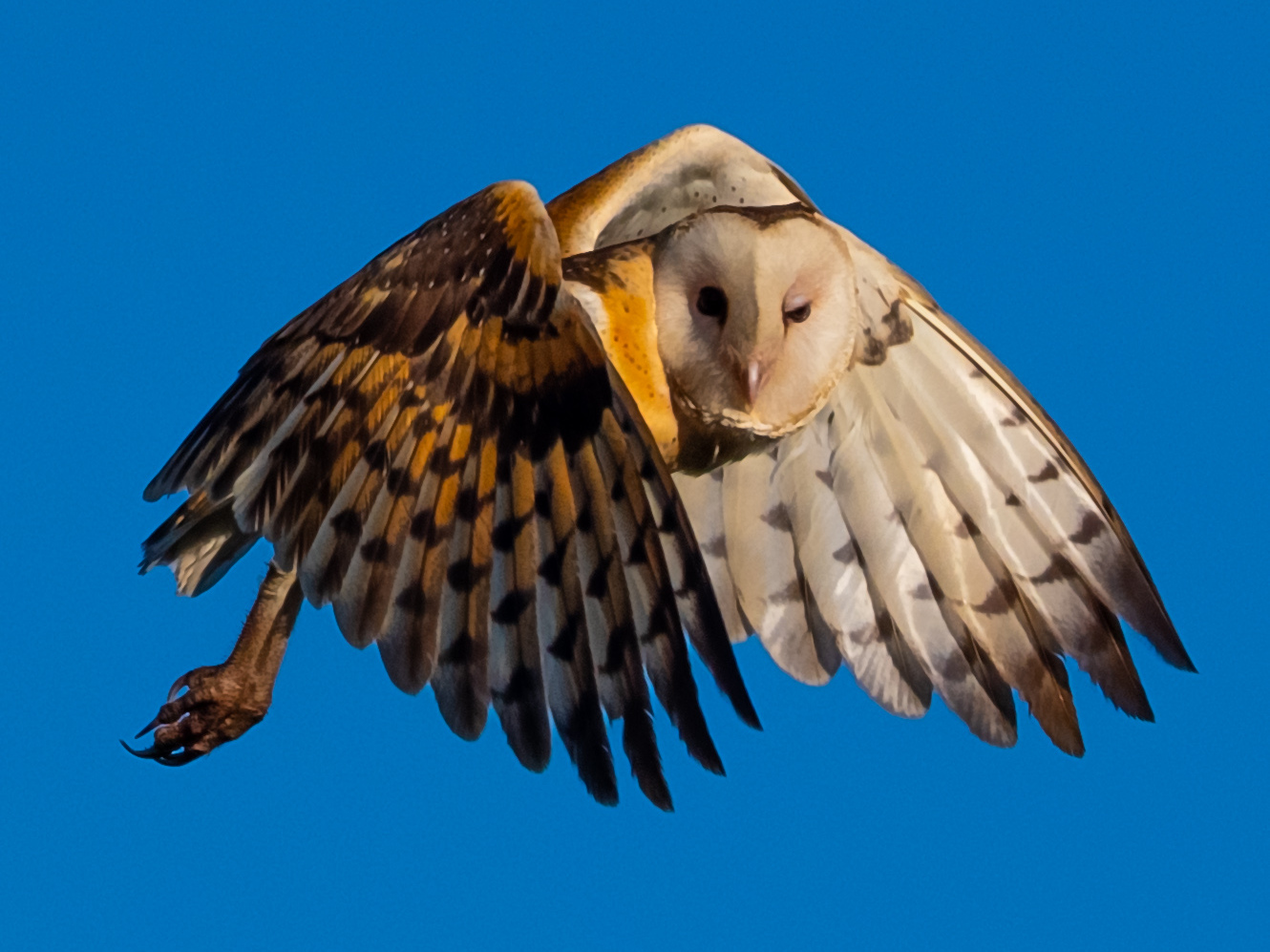
В полёте

### Вокализация
О вокализации восточной трявяной сипухи известно не много. Птицы довольно редко кричат. Наиболее часто эти совы издают тонкие, высокие визжащие звуки с дерева или в полёте. Самки у гнезда издают шипящие звуки. При возвращении с добычей самец издаёт высокие негромкие звуки, потревоженные птицы —  высокое шипящее «pseeooo», птенцы — пронзительные хрипящие крики.

## Образ жизни
Предпочитает открытые тропические луга с густой, высокой травой, иногда встречается на пастбищах. Обычно живут поодиночке или парами; в годы изобилия пищи группами (до нескольких десятков особей). Восточная травянистая сипуха является ночной птицей, иногда проявляет активность днём. Приспособлена для наземного образа жизни, обычно прячется в высокой траве. Потревоженная сипуха взлетает в воздух, пролетая небольшое расстояние и скрывается в траве. Полёт бесшумный, с мягкими взмахами крыльев. Восточная травяная сипуха — частично кочевой вид. Во время миграции грызунов она следует вслед за ними. Некоторые популяции ведут осёдлый образ жизни. Основную часть добычи составляют мелкие грызуны, такие, как мыши и крысы. При недостатке основной пищи переключается на других мелких позвоночных и крупных насекомых. Охотится в полёте, пикируя на жертву и хватая её когтями.

### Гнездование
Восточная травяная сипуха строит гнездо на земле, представляющее собой неглубокое углубление. Совы очень часто проделывают в густой траве проход к гнезду и от него, который используется обоими взрослыми. В кладке 3—8 яиц тускло-белого цвета, таких же по размеру, как у обыкновенной сипухи: 36,1—44,0 x 28,2—36,0 мм. Насиживает только самка, в этот период самец обеспечивает её пищей. Инкубация каждого яйца длится 42 дня. Птенцы в два месяца уже полностью покрыты перьями; до этого они прячутся в траве возле гнезда, дожидаясь, когда их родители приходят с едой. Продолжительность поколения в среднем составляет 6,1 года.

### Ареал и подвиды
Восточная травяная сипуха распространена от Индии и Юго-Восточной Азии до Австралии. В пределах ареала — обычный вид, но немалый вред птицам наносит использование пестицидов. В Гонконге и Японии не гнездится, в Бангладеше и Фиджи, по оценкам Международного союза охраны природы (МСОП), больше не встречается. Международный союз орнитологов выделяет 5 подвидов восточной травяной сипухи.
| Подвид                                        | Распространение | Отличия |
| --------------------------------------------- | --- | --- |
| Tyto longimembris longimembris (Jerdon, 1839) | От Индии до Австралии (сипух из Новой Каледонии часто выделяют в отдельный подвид T. l. oustaleti, но на данный момент новых записей и фотографий, сумевших бы подтвердить разделение, нет) | Номинативный подвид. Верхняя часть тела тёмно-коричневая с желтовато-охристыми крапинками и мелкими беловатыми пятнами. Лицевой диск белый (самцы) или с палевым оттенком (самки). Крылья очень длинные, с тремя тёмными полосами на первостепенных маховых. Хвост относительно короткий. Окрас нижней части тела варьируется от белого до беловато-кремового с мелкими тёмными пятнами. |
| Tyto longimembris chinensis Hartert, 1929     | Китай | Цвет лицевого диска варьируется от бледно-желтовато-коричневого до охристого; голова тёмно-коричневая с крошечными беловатыми пятнами; спина желтовато-коричневая, цвет нижней части тела от кремового до охристого с небольшими тёмными пятнами. |
| Tyto longimembris pithecops (Swinhoe, 1866)   | Тайвань | Иногда объединяется систематиками с T. l. chinensis. |
| Tyto longimembris amauronota (Cabanis, 1872)  | Филиппины | Лицевой диск серовато-белый, верхняя часть тела тела менее тёмная, чем у других подвидов; нижняя белая с небольшими тёмными пятнами. |
| Tyto longimembris papuensis Hartert, 1929     | Новая Гвинея | Отличается от номинативного подвида формой лицевого диска и более бледным окрасом. |

## Охранный статус
МСОП присвоил таксону охранный статус «Виды, вызывающие наименьшие опасения» (LC). МСОП оценивает популяцию как сокращающуюся, для неё зафиксировано снижение численности. Точное число половозрелых особей неизвестно, но восточная травяная сипуха описывается как «вид с довольно большим ареалом».